# Дмитро-Беловка
Дмитро-Беловка (укр. Дмитро-Білівка) — село в Казанковском районе Николаевской области Украины.
Население по переписи 2001 года составляло 318 человек. Почтовый индекс — 56020. Телефонный код — 5164. Занимает площадь 0,525 км².

## Местный совет
56020, Николаевская обл., Казанковский р-н, с. Дмитро-Беловка, ул. 70-летия Октября, 21

## Люди связанные с селом
- Богдан, Иван Гаврилович (1928—2020) — советский борец, чемпион Летних Олимпийских игр в Риме (1960).